# Challenger de Mestre 2015
El torneo Venice Challenge Save Cup 2015 es un torneo profesional de tenis. Pertenece al ATP Challenger Series 2015. Se disputó su 2.ª edición sobre superficie dura, en Mestre, Italia, entre el 1 y el 7 de junio de 2015.

## Jugadores participantes del cuadro de individuales
| Favorito | País                      | Jugador            | Rank1 | Posición en el torneo |
| -------- | ------------------------- | ------------------ | ----- | --------------------- |
| 1        | Bandera de Italia         | Paolo Lorenzi      | 86    | Semifinales, retiro   |
| 2        | Bandera de Argentina      | Facundo Bagnis     | 96    | Primera ronda         |
| 3        | Bandera de Argentina      | Guido Pella        | 113   | Primera ronda         |
| 4        | Bandera de Argentina      | Máximo González    | 114   | CAMPEÓN               |
| 5        | Bandera de Japón          | Yoshihito Nishioka | 146   | Primera ronda         |
| 6        | Bandera de Estados Unidos | Bjorn Fratangelo   | 149   | Primera ronda         |
| 7        | Bandera de Portugal       | Gastão Elias       | 152   | Segunda ronda         |
| 8        | Bandera de Brasil         | Guilherme Clezar   | 172   | Segunda ronda         |

- 1 Se ha tomado en cuenta el ranking del 25 de mayo de 2015.

### Otros participantes
Los siguientes jugadores recibieron una invitación (wild card), por lo tanto ingresan directamente al cuadro principal (WC):
- Matteo Berrettini
- Edoardo Eremin
- Gianluigi Quinzi
- Matteo Viola

Los siguientes jugadores ingresan al cuadro principal tras disputar el cuadro clasificatorio (Q):
- Christian Garin
- Calvin Hemery
- Mitchell Krueger
- tefano Napolitano

## Campeones

### Individual Masculino
- Máximo González  derrotó en la final a  Jozef Kovalík, 6–1, 6–3

### Dobles Masculino
- Flavio Cipolla /  Potito Starace derrotaron en la final a  Facundo Bagnis /  Sergio Galdós, 5–7, 7–6(7–3), [10–4]